# Syngrapha selecta
Syngrapha selecta là một loài bướm đêm trong họ Noctuidae.